# Campeonato de Wimbledon 1930
La edición 50.º del Campeonato de Wimbledon se celebró  entre el 23 de junio y el 5 de julio de 1930 en las pistas del All England Lawn Tennis and Croquet Club de Wimbledon, Londres, Inglaterra.
El cuadro individual masculino lo iniciaron 128 jugadores mientras que el femenino lo formaron 96 tenistas.

## Hechos destacados
En la competición individual masculina se impuso el estadounidense Bill Tilden que logró su tercer título al imponerse en la final al también estadounidense Wilmer Allison.
En la competición femenina la victoria fue para la estadounidense Helen Wills Moody que logró así su cuarto título en Wimbledon al ganar a Elizabeth Ryan.

## Palmarés
| Seniors              | Vencedor                         | Resultado     | Finalista                     | Finalista |
| -------------------- | -------------------------------- | ------------- | ----------------------------- | --------- |
| Individual masculino | Bill Tilden                      | 6–3, 9–7, 6–4 | Wilmer Allison                |           |
| Individual femenino  | Helen Wills Moody                | 6–2, 6–2      | Elizabeth Ryan                |           |
| Dobles masculino     | Wilmer Allison John Van Ryn      | 6–3, 6–3, 6–2 | John Doeg George Lott         |           |
| Dobles femenino      | Helen Wills Moody Elizabeth Ryan | 6–2, 9–7      | Edith Cross Sarah Palfrey     |           |
| Dobles mixto         | Elizabeth Ryan Jack Crawford     | 6–1, 6–3      | Hilde Krahwinkel Daniel Prenn |           |

## Cuadros Finales

### Torneo individual  femenino
| Predecesor: 1929                         | Campeonato de Wimbledon 1930 | Sucesor: 1931                                       |
| Predecesor: Torneo de Roland Garros 1930 | Grand Slam 1930              | Sucesor: Campeonato nacional de Estados Unidos 1930 |

- Datos: Q404437